# Birmingham Lions
I Birmingham Lions sono la squadra di football americano dell'Università di Birmingham, in Inghilterra. Hanno vinto 6 titoli nazionali femminili e 5 titoli universitari.

## Dettaglio stagioni

### Tornei nazionali

#### Campionato

##### Sapphire Series Division One/NWFL Premiership
| Stagione | regular season | regular season | regular season | regular season | regular season | regular season | playoff | playoff | playoff | playoff | playoff | playoff     | playoff                 |
|          | Vin            | Par            | Per            | Tot            | PF             | PS             | Vin     | Per     | Tot     | PF      | PS      | risultato   | avversaria              |
| -------- | -------------- | -------------- | -------------- | -------------- | -------------- | -------------- | ------- | ------- | ------- | ------- | ------- | ----------- | ----------------------- |
| 2017     | 6              | 0              | 0              | 6              | 228            | 22             | 2       | 0       | 2       | 104     | 6       | Campionesse | Leeds Carnegie Chargers |
| 2018     | 6              | 0              | 0              | 6              | 269            | 60             | 2       | 0       | 2       | 82      | 24      | Campionesse | Leeds Carnegie Chargers |
| 2018-19  | 7              | 0              | 1              | 8              | 371            | 81             | 2       | 0       | 2       | 66      | 14      | Campionesse | London Warriors         |
| 2022     | 8              | 0              | 0              | 8              | 300            | 53             | 1       | 1       | 2       | 66      | 33      | Britbowl    | London Warriors         |
| Totale   | 27             | 0              | 1              | 28             | 1168           | 216            | 7       | 1       | 8       | 318     | 77      |             |                         |

Fonti: Enciclopedia del Football - A cura di Roberto Mezzetti

### Riepilogo fasi finali disputate
| Anno              | Luogo            | Evento                       | Fase del torneo | Incontro                                   | Risultato |
| 8 aprile 2017     | Leeds            | Sapphire Series Division One | Finale          | Leeds Carnegie Chargers - Birmingham Lions | 6 - 56    |
| 17 marzo 2018     | Manchester       | Sapphire Series Division One | Finale          | Leeds Carnegie Chargers - Birmingham Lions | 22 - 40   |
| 2 marzo 2019      | Keele            | Sapphire Series Division One | Finale          | London Warriors - Birmingham Lions         | 12 - 26   |
| 17 settembre 2022 | Upton-by-Chester | NWFL Premiership             | Britbowl        | Birmingham Lions - London Warriors         | 14 - 33   |

## Palmarès
- 6 Campionati femminili (2014, 2015, 2016, 2017, 2018, 2018-19)
- 5 Campionati universitari (2004-2005, 2008-2009, 2009-2010, 2012-2013, 2015-2016)